# Jürgen Jahn
Jürgen Jahn (* 26. November 1954) war Fußballspieler in Ost-Berlin. Für den BFC Dynamo und den 1. FC Union Berlin spielte er in der DDR-Oberliga, der höchsten Spielklasse des DDR-Fußball-Verbandes.

## Sportliche Laufbahn
Jahn begann seine Laufbahn als Fußballspieler bei der Ost-Berliner Betriebssportgemeinschaft (BSG) Empor Brandenburger Tor. Mit 13 Jahren delegierte ihn die BSG 1968 zum Spitzenklub der Polizeisportvereinigung Dynamo, dem Berliner FC Dynamo (BFC). Während dieser Zeit absolvierte er eine Lehre zum Instandhaltungsmechaniker. Als Jahn 1972 für den Männerbereich spielberechtigt wurde, setzte ihn der BFC zunächst in seiner zweitklassigen DDR-Liga-Mannschaft BFC II ein, mit der er 1973 Staffelsieger wurde. 1975 wurde der 1,79 m große Jahn zum ersten Mal in der Oberliga eingesetzt. In der Begegnung des 13. Spieltages der Saison 1975/76 Sachsenring Zwickau – BFC (0:5) am 20. Dezember 1975 wurde er in 81. Minute eingewechselt. Zur Saison 1976/77 nominierte ihn der BFC für die neu gebildete Nachwuchsoberliga-Mannschaft. Am 18. Spieltag wurde er noch einmal in der ersten Mannschaft in der Oberligapartie BFC – Stahl Riesa (2:0) aufgeboten. Er spielte über die vollen 90 Minuten im linken Mittelfeld.
Im Sommer 1977 schied Jahn beim BFC aus und wechselte zum Stadtrivalen und Oberligakonkurrenten 1. FC Union Berlin. Dort wurde er sofort für den Oberligakader 1977/78 nominiert, kam aber erst am 13. Spieltag in einem Oberligaspiel zum Einsatz, nachdem er zuvor schon in einem Pokalspiel in der ersten Mannschaft gespielt hatte. In der Rückrunde der Saison bestritt Jahn acht weitere Oberligaspiele, von denen er aber nur drei über die volle Spieldauer absolvierte. Sein letztes Oberligaspiel fand bereits am 26. August 1978 statt. Am 2. Spieltag der Saison 1978/79 wurde er beim Heimspiel gegen Rot-Weiß Erfurt (0:0) in der 71. Minute eingewechselt. Im Dezember 1978 beendete Jahn sein Engagement beim 1. FC Union Berlin nach elf Spielen für die erste Mannschaft, in denen er ohne Torerfolg blieb.
Im Januar 1979 schloss sich Jahr der drittklassigen Ost-Berliner Bezirksligamannschaft EAB Lichtenberg 47 an. 1981 gewann er mit den Lichtenbergern die Bezirksmeisterschaft, die mit dem Aufstieg in die DDR-Liga verbunden war. Anschließend folgten Abstieg und Wiederaufstieg und der erneute Abstieg in die Bezirksliga jeweils im Jahresrhythmus. In der Bezirksliga beendete Jahn schließlich seine Laufbahn als Fußballspieler.